# 233653 Rether
233653 Rether è un asteroide della fascia principale. Scoperto nel 2008, presenta un'orbita caratterizzata da un semiasse maggiore pari a 3,1135803 UA e da un'eccentricità di 0,1446642, inclinata di 27,75286° rispetto all'eclittica.